# Stazione di Birori (FS)
Stazione di Birori vasútállomás Olaszországban, Szardínia régióban, Birori településen.

## Vasútvonalak
Az állomást az alábbi vasútvonalak érintik:
- Cagliari–Golfo Aranci Marittima-vasútvonal

## Kapcsolódó állomások
A vasútállomáshoz az alábbi állomások vannak a legközelebb: 
- Stazione di Macomer
- Stazione di Borore